# 全国警察剣道選手権大会
全国警察剣道選手権大会（ぜんこくけいさつけんどうせんしゅけんたいかい）は、警察官の剣道個人戦日本一を決める大会。主催は警察庁。毎年全国警察柔道選手権大会と同時に日本武道館で開催されている。なお、2019年度は武道館改修のため5月に繰り上げ開催された。

## 概要
各都道府県警察及び皇宮警察本部から選抜された選手がトーナメント方式で優勝を争う。全日本剣道選手権大会と並ぶ国内最高レベルの大会である。また、全日本剣道選手権大会よりも出場選手数が多いため、1日にこなす試合数も多く、実力がより拮抗している。そのため、この大会で優勝することは全日本剣道選手権大会で優勝するよりも難しいと言われている。この大会や全日本剣道選手権大会で上位入賞を収めた選手が、世界剣道選手権大会の日本代表選手に選出されることが多い。
警察の仕事は真剣勝負と同じで二本目はないとの理念により、2001年からは時間無制限の一本勝負となった。

## 出場資格
出場選手は男女共に各都道府県警察と皇宮警察本部の術科特別訓練員のみ。
男子の場合は、①皇宮警察本部・各都道府県警察が推薦する選手、②前年度の同大会でベスト16以上の成績を残した選手、③前年度の全日本剣道選手権大会でベスト16以上の成績を残した選手、が出場できる。そのため、各都道府県警察の出場選手数は毎年変動する。
女子の場合は、皇宮警察本部・各都道府県警察が推薦する選手が出場できる。

## 表彰・賞品
優勝者にはトロフィーが授与され、第5位（ベスト8進出）選手までは入賞となり、メダルが授与される。

## 歴代優勝者（男子）
| 西暦年 | 和暦年   | 氏名                          | 段位     | 所属         | 年齢別試合   | 優勝回数 |
| ------ | -------- | ----------------------------- | -------- | ------------ | ------------ | -------- |
| 1953年 | 昭和28年 | 矢野太郎                      | 四段     | 神戸市警察   | －           | 1        |
| 1954年 | 昭和29年 | 高野義明                      | 教士七段 | 福岡県警察   | －           | 1        |
| 1955年 | 昭和30年 | 中村太郎                      | 教士七段 | 神奈川県警察 | －           | 1        |
| 1956年 | 昭和31年 | 長島末吉                      | 教士七段 | 警視庁       | －           | 1        |
| 1957年 | 昭和32年 | 杉山実                        | 五段     | 石川県警察   | －           | 1        |
| 1958年 | 昭和33年 | 衛藤定男                      | 六段     | 大分県警察   | －           | 1        |
| 1959年 | 昭和34年 | 関田秀正                      | 六段     | 大阪府警察   | －           | 1        |
| 1960年 | 昭和35年 | 谷崎安司                      | 六段     | 警視庁       | －           | 1        |
| 1961年 | 昭和36年 | 川畑富保                      | 五段     | 千葉県警察   | －           | ①        |
| 1962年 | 昭和37年 | 川畑富保                      | 五段     | 千葉県警察   | －           | ②        |
| 1963年 | 昭和38年 | 青木彦人                      | 五段     | 大分県警察   | －           | 1        |
| 1964年 | 昭和39年 | 川畑富保                      | 五段     | 千葉県警察   | －           | ③        |
| 1965年 | 昭和40年 | 堀田国弘                      | 七段     | 兵庫県警察   | －           | 1        |
| 1966年 | 昭和41年 | 有満政明                      | 五段     | 鹿児島県警察 | 30歳以上の部 | ①        |
| 1966年 | 昭和41年 | 大音善照                      | 六段     | 福岡県警察   | 30歳未満の部 | 1        |
| 1967年 | 昭和42年 | 有満政明                      | 五段     | 鹿児島県警察 | 30歳以上の部 | ②        |
| 1967年 | 昭和42年 | 坂口忠勝                      | 五段     | 香川県警察   | 30歳未満の部 | 1        |
| 1968年 | 昭和43年 | 有満政明                      | 六段     | 鹿児島県警察 | 30歳以上の部 | ③        |
| 1968年 | 昭和43年 | 村上五十二                    | 五段     | 京都府警察   | 30歳未満の部 | 1        |
| 1969年 | 昭和44年 | 小林三留                      | 七段     | 大阪府警察   | －           | 1        |
| 1970年 | 昭和45年 | 中村毅                        | 六段     | 警視庁       | －           | 1        |
| 1971年 | 昭和46年 | 有馬光男                      | 六段     | 大阪府警察   | －           | 1        |
| 1972年 | 昭和47年 | 吉田宣夫                      | 六段     | 神奈川県警察 | －           | 1        |
| 1973年 | 昭和48年 | 渡辺隆                        | 五段     | 栃木県警察   | －           | 1        |
| 1974年 | 昭和49年 | 末野栄二                      | 五段     | 鹿児島県警察 | －           | 1        |
| 1975年 | 昭和50年 | 小野勝頼                      | 六段     | 警視庁       | －           | 1        |
| 1976年 | 昭和51年 | 大野裕治                      | 五段     | 警視庁       | －           | ①        |
| 1977年 | 昭和52年 | 大野裕治                      | 五段     | 警視庁       | －           | ②        |
| 1978年 | 昭和53年 | 笠村浩二                      | 五段     | 神奈川県警察 | －           | 1        |
| 1979年 | 昭和54年 | 坂本義幸                      | 五段     | 大阪府警察   | －           | 1        |
| 1980年 | 昭和55年 | 西川清紀                      | 五段     | 警視庁       | －           | ①        |
| 1981年 | 昭和56年 | 塚本博之                      | 五段     | 警視庁       | －           | 1        |
| 1982年 | 昭和57年 | 西川清紀                      | 五段     | 警視庁       | －           | ②        |
| 1983年 | 昭和58年 | 遠藤正明                      | 六段     | 警視庁       | －           | ①        |
| 1984年 | 昭和59年 | 岩堀透                        | 六段     | 大阪府警察   | －           | 1        |
| 1985年 | 昭和60年 | 遠藤正明                      | 七段     | 警視庁       | －           | ②        |
| 1986年 | 昭和61年 | 石田利也                      | 五段     | 大阪府警察   | －           | 1        |
| 1987年 | 昭和62年 | 寺地種寿                      | 五段     | 警視庁       | －           | ①        |
| 1988年 | 昭和63年 | 西川清紀                      | 六段     | 警視庁       | －           | ③        |
| 西暦年 | 和暦年   | 氏名                          | 段位     | 所属         | 段別試合     | 優勝回数 |
| 1989年 | 平成元年 | 寺地種寿                      | 六段     | 警視庁       | －           | ②        |
| 1990年 | 平成2年  | 宮崎史裕                      | 五段     | 神奈川県警察 | －           | ①        |
| 1991年 | 平成3年  | 宮崎正裕                      | 錬士六段 | 神奈川県警察 | －           | ①        |
| 1992年 | 平成4年  | 田島稔                        | 五段     | 警視庁       | －           | 1        |
| 1993年 | 平成5年  | 寺地賢二郎                    | 錬士六段 | 警視庁       | －           | 1        |
| 1994年 | 平成6年  | 宮崎史裕                      | 六段     | 神奈川県警察 | －           | ②        |
| 1995年 | 平成7年  | 宮崎正裕                      | 錬士六段 | 神奈川県警察 | －           | ②        |
| 1996年 | 平成8年  | 宮崎正裕                      | 教士七段 | 神奈川県警察 | 五段以上の部 | ③        |
| 1996年 | 平成8年  | 但野剛                        | 四段     | 埼玉県警察   | 四段以下の部 | 1        |
| 1997年 | 平成9年  | 宮崎正裕                      | 教士七段 | 神奈川県警察 | 五段以上の部 | ④        |
| 1997年 | 平成9年  | 髙宮粛                        | 四段     | 愛媛県警察   | 四段以下の部 | 1        |
| 1998年 | 平成10年 | 井口清                        | 五段     | 埼玉県警察   | 五段以上の部 | ①        |
| 1998年 | 平成10年 | 安藤戒牛                      | 四段     | 愛知県警察   | 四段以下の部 | 1        |
| 1999年 | 平成11年 | 宮崎正裕                      | 教士七段 | 神奈川県警察 | 五段以上の部 | ⑤        |
| 1999年 | 平成11年 | 佐藤博光                      | 四段     | 大阪府警察   | 四段以下の部 | ①        |
| 2000年 | 平成12年 | 宮崎正裕                      | 教士七段 | 神奈川県警察 | 五段以上の部 | ⑥        |
| 2000年 | 平成12年 | 佐藤博光                      | 四段     | 大阪府警察   | 四段以下の部 | ②        |
| 2001年 | 平成13年 | 寺地四幸                      | 錬士六段 | 警視庁       | －           | 1        |
| 2002年 | 平成14年 | 井口清                        | 錬士六段 | 埼玉県警察   | －           | ②        |
| 2003年 | 平成15年 | 佐藤博光                      | 五段     | 大阪府警察   | －           | ③        |
| 2004年 | 平成16年 | 島村剛史                      | 六段     | 警視庁       | －           | 1        |
| 2005年 | 平成17年 | 高鍋進                        | 五段     | 神奈川県警察 | －           | ①        |
| 2006年 | 平成18年 | 内村良一                      | 五段     | 警視庁       | －           | ①        |
| 2007年 | 平成19年 | 内村良一                      | 五段     | 警視庁       | －           | ②        |
| 2008年 | 平成20年 | 木和田大起                    | 六段     | 大阪府警察   | －           | 1        |
| 2009年 | 平成21年 | 高鍋進                        | 錬士六段 | 神奈川県警察 | －           | ②        |
| 2010年 | 平成22年 | 高鍋進                        | 錬士六段 | 神奈川県警察 | －           | ③        |
| 2011年 | 平成23年 | 東日本大震災の 影響により中止 | －       | －           | －           | －       |
| 2012年 | 平成24年 | 高鍋進                        | 錬士六段 | 神奈川県警察 | －           | ④        |
| 2013年 | 平成25年 | 網代忠勝                      | 錬士六段 | 兵庫県警察   | －           | 1        |
| 2014年 | 平成26年 | 畠中宏輔                      | 五段     | 警視庁       | －           | 1        |
| 2015年 | 平成27年 | 土谷有輝                      | 四段     | 大阪府警察   | －           | 1        |
| 2016年 | 平成28年 | 大城戸知                      | 六段     | 大阪府警察   | －           | 1        |
| 2017年 | 平成29年 | 安藤翔                        | 五段     | 北海道警察   | ー           | 1        |
| 2018年 | 平成30年 | 西村英久                      | 六段     | 熊本県警察   | ー           | 1        |
| 西暦年 | 和暦年   | 氏名                          | 段位     | 所属         | 段別試合     | 優勝回数 |
| 2019年 | 令和元年 | 竹ノ内佑也                    | 五段     | 警視庁       | ー           | 1        |
| 2022年 | 令和四年 | 星子啓太                      | 四段     | 警視庁       | ー           | 1        |
| 2023年 | 令和五年 | 土谷有輝                      | 五段     | 大阪府警察   | ー           | ②        |
| 2024年 | 令和六年 | 星子啓太                      | 五段     | 警視庁       | ー           | ②        |

### 各種記録

#### 優勝回数
- 6回：宮崎正裕（1991年、1995年、1996年、1997年、1999年、2000年）
- 4回：高鍋進（2005年、2009年、2010年、2012年）
- 3回：川畑富保（1961年、1962年、1964年）／有満政明（1966年、1967年、1968年）／西川清紀（1980年、1982年、1988年）／佐藤博光（1999年、2000年、2003年）
- 2回：大野裕治（1976年、1977年）／遠藤正明（1983年、1985年）／寺地種寿（1987年、1989年）／宮崎史裕（1990年、1994年）／井口清（1998年、2002年）／内村良一（2006年、2007年）／土谷有輝（2015年、2023年) ／星子啓太 （2022年、2024年)

#### 連続優勝記録
- 3連覇：有満政明（1966-1967-1968年）／ 宮崎正裕（1995-1996-1997年）／高鍋進（2009-2010-2012年）
- 2連覇：川畑富保（1961-1962年）／ 大野裕治（1976-1977年）／ 宮崎正裕（1999-2000年）／内村良一（2006-2007年）

#### 都道府県別優勝回数
- 22回：警視庁（東京都）
- 15回：神奈川県警察
- 13回：大阪府警察

## 歴代優勝者（女子）
| 西暦年 | 和暦年   | 氏名                          | 段位 | 所属         | 特別試合 | 優勝回数          |
| ------ | -------- | ----------------------------- | ---- | ------------ | -------- | ----------------- |
| 1984年 | 昭和59年 | 森田瑞恵                      | 三段 | 警視庁       | 特別試合 | 1                 |
| 1985年 | 昭和60年 | 福之上里美                    | 四段 | 警視庁       | 特別試合 | ①                 |
| 1986年 | 昭和61年 | 福之上里美                    | 四段 | 警視庁       | 特別試合 | ②                 |
| 1987年 | 昭和62年 | 福之上里美                    | 四段 | 警視庁       | 特別試合 | ③                 |
| 1988年 | 昭和63年 | 中尾美佳                      | 四段 | 福岡県警察   | 特別試合 | 1                 |
| 西暦年 | 和暦年   | 氏名                          | 段位 | 所属         | 特別試合 | 優勝回数          |
| 1989年 | 平成元年 | 寺地里美                      | 五段 | 警視庁       | 特別試合 | ④（旧姓：福之上） |
| 1990年 | 平成2年  | 長澤松枝                      | 四段 | 福岡県警察   | 特別試合 | 1                 |
| 1991年 | 平成3年  | 根本麻弥子                    | 三段 | 千葉県警察   | 特別試合 | 1                 |
| 1992年 | 平成4年  | 石田真理子                    | 五段 | 大阪府警察   | 特別試合 | ①（旧姓：福之上） |
| 1993年 | 平成5年  | 長澤松枝                      | 四段 | 福岡県警察   | 特別試合 | ②                 |
| 1994年 | 平成6年  | 石田真理子                    | 五段 | 大阪府警察   | －       | ②                 |
| 1995年 | 平成7年  | 谷山百合香                    | 四段 | 京都府警察   | －       | ①                 |
| 1996年 | 平成8年  | 寺地里美                      | 六段 | 警視庁       | －       | ⑤                 |
| 1997年 | 平成9年  | 谷山百合香                    | 五段 | 京都府警察   | －       | ②                 |
| 1998年 | 平成10年 | 朝比奈静香                    | 四段 | 警視庁       | －       | ①                 |
| 1999年 | 平成11年 | 甲斐敦子                      | 四段 | 大阪府警察   | －       | 1                 |
| 2000年 | 平成12年 | 馬場恵子                      | 四段 | 大阪府警察   | －       | 1                 |
| 2001年 | 平成13年 | 朝比奈静香                    | 五段 | 警視庁       | －       | ②                 |
| 2002年 | 平成14年 | 朝比奈静香                    | 五段 | 警視庁       | －       | ③                 |
| 2003年 | 平成15年 | 久木山満美                    | 四段 | 警視庁       | －       | 1（旧姓：山本）   |
| 2004年 | 平成16年 | 岩本佳奈                      | 四段 | 兵庫県警察   | －       | 1                 |
| 2005年 | 平成17年 | 岡田圭                        | 五段 | 熊本県警察   | －       | 1                 |
| 2006年 | 平成18年 | 村山千夏                      | 五段 | 埼玉県警察   | －       | 1                 |
| 2007年 | 平成19年 | 大辻祥子                      | 四段 | 大阪府警察   | －       | 1                 |
| 2008年 | 平成20年 | 久木山満美                    | 六段 | 警視庁       | －       | ②                 |
| 2009年 | 平成21年 | 石突小百合                    | 四段 | 警視庁       | －       | 1                 |
| 2010年 | 平成22年 | 山本真理子                    | 四段 | 大阪府警察   | －       | ①                 |
| 2011年 | 平成23年 | 東日本大震災の 影響により中止 |      |              |          |                   |
| 2012年 | 平成24年 | 山本真理子                    | 四段 | 大阪府警察   | －       | ②                 |
| 2013年 | 平成25年 | 山本真理子                    | 五段 | 大阪府警察   | －       | ③                 |
| 2014年 | 平成26年 | 大石弓絵                      | 五段 | 大阪府警察   | －       | 1                 |
| 2015年 | 平成27年 | 山本真理子                    | 五段 | 大阪府警察   | －       | ④                 |
| 2016年 | 平成28年 | 阿部美洸                      | 四段 | 警視庁       | －       | 1                 |
| 2017年 | 平成29年 | 山本真理子                    | 五段 | 大阪府警察   | －       | ⑤                 |
| 2018年 | 平成30年 | 松本弥月                      | 五段 | 神奈川県警察 | －       | 1                 |
| 西暦年 | 和暦年   | 氏名                          | 段位 | 所属         | 特別試合 | 優勝回数          |
| 2019年 | 令和元年 | 渡邊タイ                      | 五段 | 熊本県警察   | －       | 1                 |
| 2022年 | 令和四年 | 高橋萌子                      | 五段 | 神奈川県警察 | ー       | 1                 |
| 2023年 | 令和五年 | 松本泉帆                      | 四段 | 兵庫県警察   | ー       | 1                 |

### 各種記録

#### 優勝回数
- 5回：寺地里美（福之上里美）（1985年、1986年、1987年、1989年、1996年）／山本真理子（2010年、2012年、2013年、2015年、2017年）
- 3回：朝比奈静香（1998年、2001年、2002年）
- 2回：長澤松枝（1990年、1993年）／石田真理子（1992年、1994年）／谷山百合香（1995年、1997年）／久木山満美（2003年、2008年）

#### 連続優勝記録
- 3連覇：福之上里美（1985-1986-1987年）／山本真理子（2010-2012-2013年）

- 2連覇：朝比奈静香（2001-2002年）

#### 都道府県別優勝回数
- 13回：警視庁（東京都）
- 11回：大阪府警察
- 3回：福岡県警察

## テレビ放送
平成26年度より毎年、CSテレ朝チャンネル2にて３時間にわたり、男女ともにベスト16以上の試合が放送されている。
- 解説：田村徹（警察大学校剣道名誉師範、教士八段）
- 実況：市川勝也（平成26、27年度）、四家秀治（平成28年度）